# Ożarów (gromada w powiecie opatowskim)
Ożarów – dawna gromada, czyli najmniejsza jednostka podziału terytorialnego Polskiej Rzeczypospolitej Ludowej w latach 1954–1972.
Gromady, z gromadzkimi radami narodowymi (GRN) jako organami władzy najniższego stopnia na wsi, funkcjonowały od reformy reorganizującej administrację wiejską przeprowadzonej jesienią 1954 do momentu ich zniesienia z dniem 1 stycznia 1973, tym samym wypierając organizację gminną w latach 1954–1972.
Gromadę Ożarów z siedzibą GRN w Ożarowie (wówczas wsi) utworzono – jako jedną z 8759 gromad na obszarze Polski – w powiecie opatowskim w woj. kieleckim, na mocy uchwały nr 13f/54 WRN w Kielcach z dnia 29 września 1954. W skład jednostki weszły obszary dotychczasowych gromad Karsy, Ożarów, Sobów, Stróża i Wyszmontów ze zniesionej gminy Ożarów oraz Czachów ze zniesionej gminy Lasocin w tymże powiecie. Dla gromady ustalono 27 członków gromadzkiej rady narodowej.
31 grudnia 1959 do gromady Ożarów przyłączono wieś Julianów oraz kolonie Bolesławów, Polesie Mikułowskie, Zielonka Jasicka, Śródborze Wojciechowskie, Korycizna Koliszańska, Klin, Koszyce Las, Śródborze Mikułowskie i Wojciechówka ze zniesionej gromady Julianów.
31 grudnia 1961 do gromady Ożarów przyłączono osadę Gliniany, wsie Folwarczysko i Gliniany Poduchowne oraz leśniczówkę Stróża ze zniesionej gromady Gliniany.
Gromada przetrwała do końca 1972 roku, czyli do kolejnej reformy gminnej. 1 stycznia 1973 reaktywowano gminę Ożarów.